# Deinopis aspectans
Deinopis aspectans là một loài nhện trong họ Deinopidae.
Loài này thuộc chi Deinopis. Deinopis aspectans được miêu tả năm 1899 bởi Reginald Innes Pocock.